# Константин Джонев
Константин Колев Джонев е български дипломат, публицист и писател.

## Биография
Завършва руска и английска филология в СУ „Климент Охридски“ и международни икономически отношения в УНСС. Научен сътрудник в Института за външна политика и международни отношения „Иван Башев“. Специализира в МВФ и Световната банка във Вашингтон.
Дипломат от кариерата – от трети секретар до пълномощен министър, с 15 години дипломатическа работа в Постоянното представителство на България при ООН в Ню Йорк. От 1995 до 1998 е търговско-икономически представител на България в Каракас, Венецуела. Владее английски, испански и руски.